# Bayeux
Bayeux (wymowaⓘ) – miasto i gmina we Francji, w regionie Normandia, w departamencie Calvados.

## Dane ogólne
Według danych na rok 1999 gminę zamieszkiwały 14 969 osoby, a gęstość zaludnienia wynosiła 2068 osób/km² (wśród 1815 gmin Dolnej Normandii Bayeux plasuje się na 12. miejscu pod względem liczby ludności, natomiast pod względem powierzchni na miejscu 708.).
Ośrodek wyrobów porcelanowych i koronkarskich. Główny ośrodek miejski regionu Bessin.

## Zabytki
- katedra z XI–XV wieku
- średniowieczna zabudowa miejska
- Tkanina z Bayeux (Tapisserie de Bayeux) – haft z XI wieku przypisywany królowej Matyldzie, żonie Wilhelma Zdobywcy (tkanina dł. 70 m przedstawiająca podbój Anglii przez Normanów).

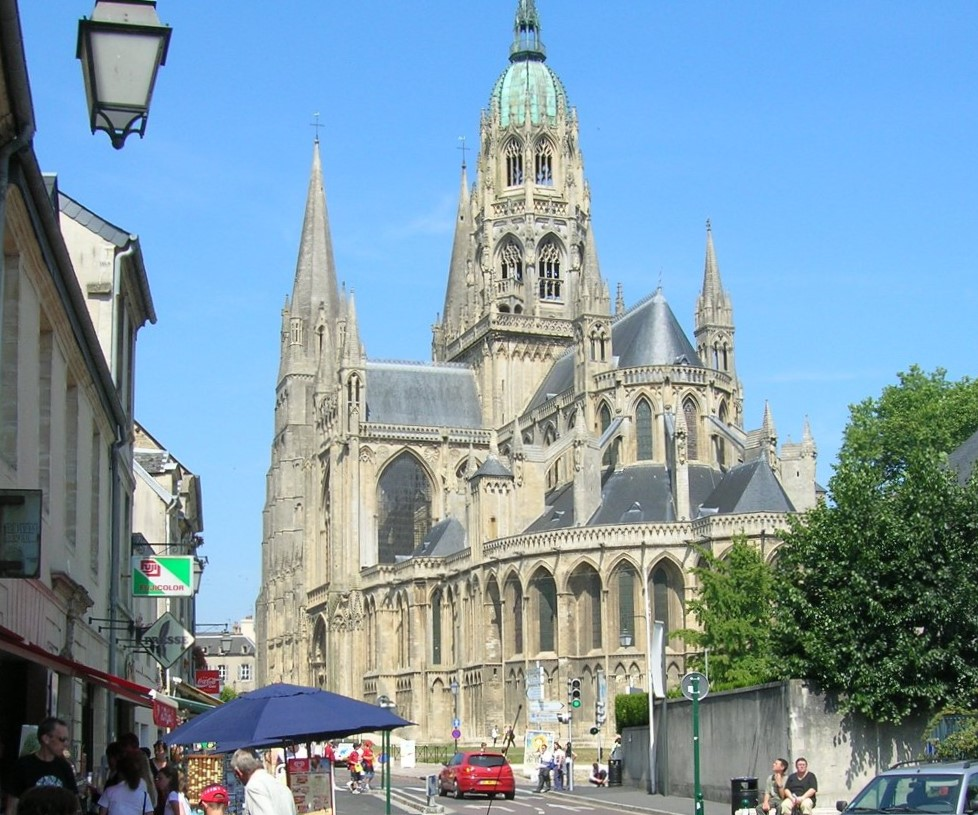
Katedra Notre-Dame w Bayeux
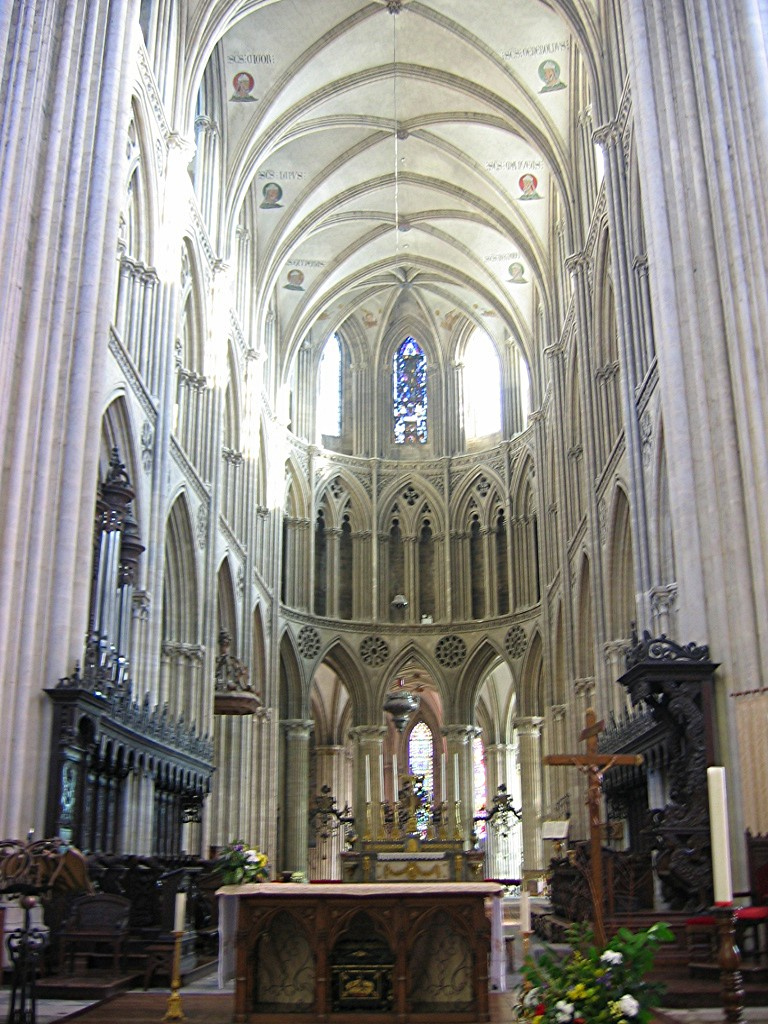
Chór katedry
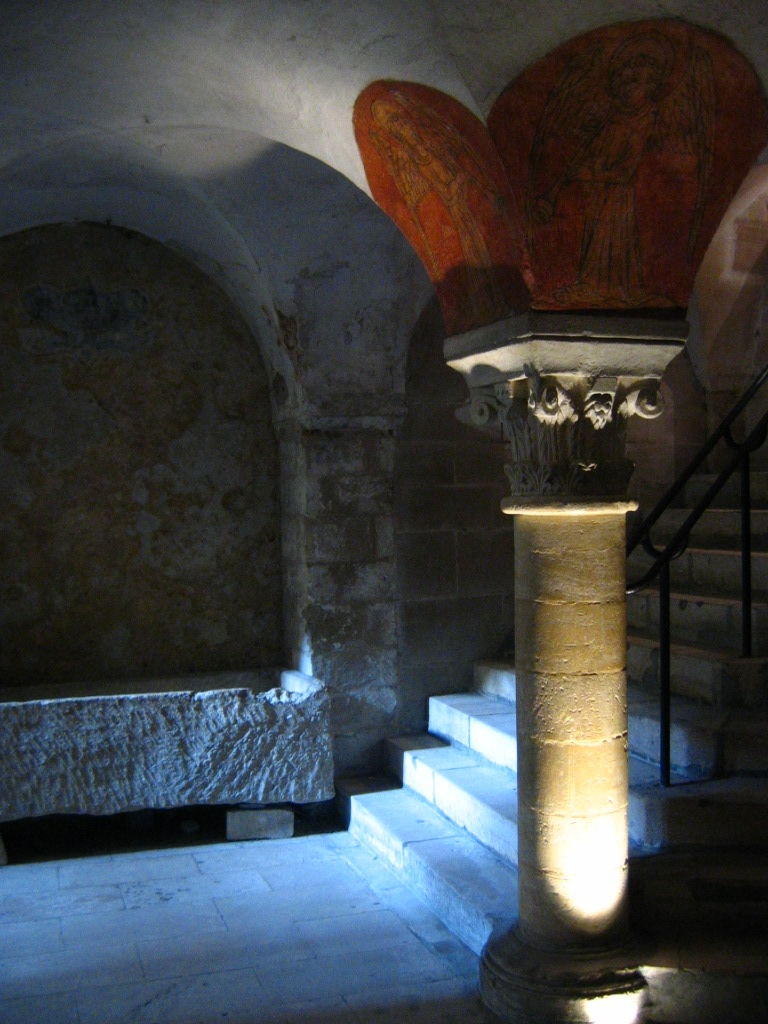
Krypta
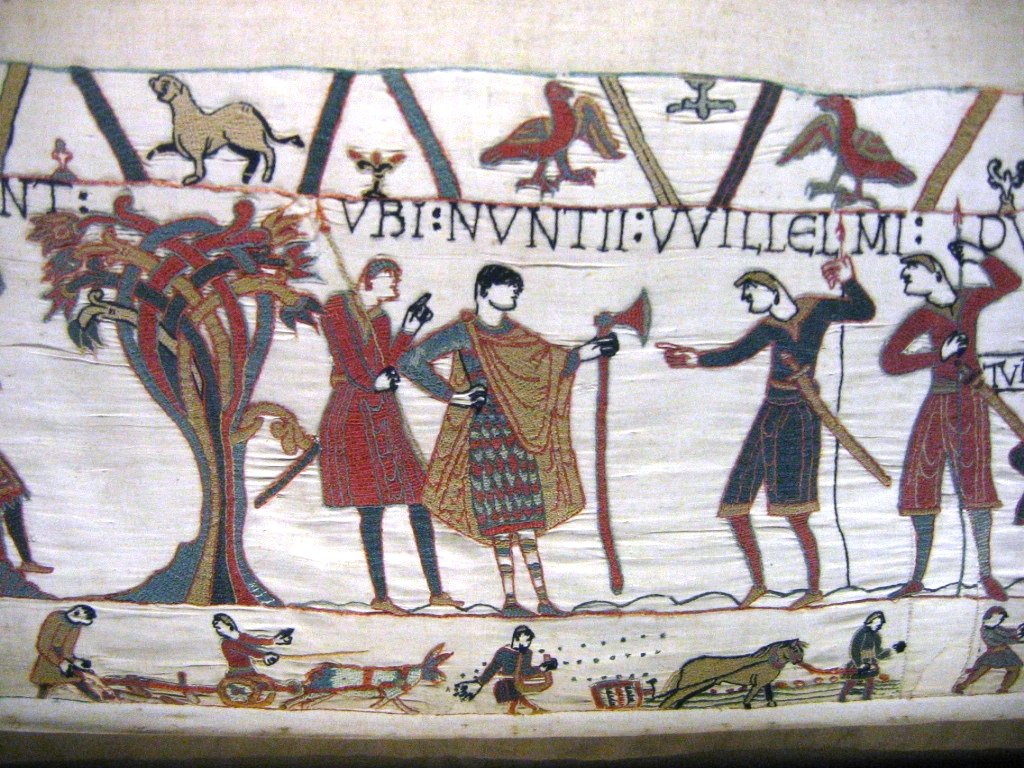
Scena z tkaniny z Bayeux
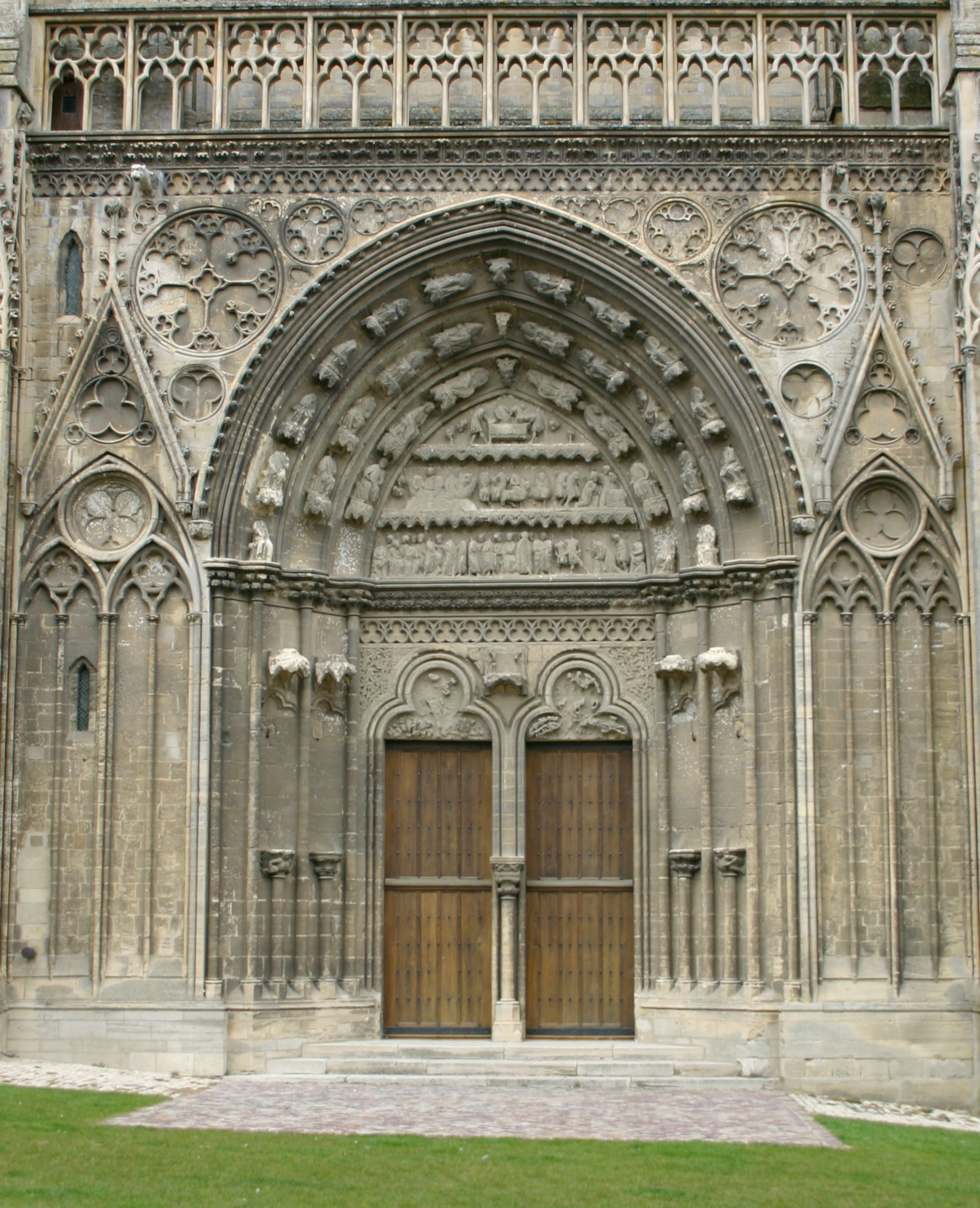
jeden z portali katedry
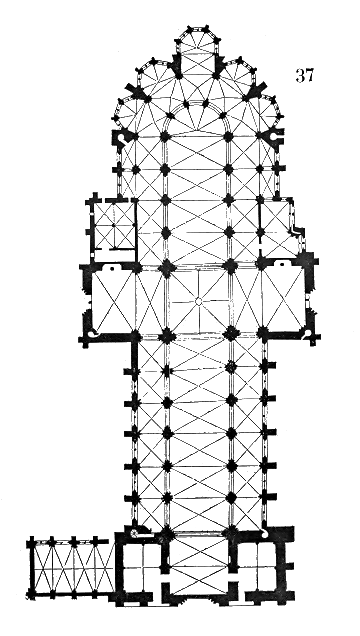
Plan katedry

## Transport
W mieście znajduje się stacja kolejowa Gare de Bayeux.

## Sport
- FC Bayeux – klub piłkarski

## Miasta partnerskie
- Chojnice, Polska